# Dovhivka, Nikopol
Dovhivka (în ucraineană Довгівка) este un sat în comuna Krînîciuvate din raionul Nikopol, regiunea Dnipropetrovsk, Ucraina.

## Demografie
Componența lingvistică a localității Dovhivka
     Ucraineană (98,59%)
     Rusă (1,41%)
Conform recensământului din 2001, majoritatea populației localității Dovhivka era vorbitoare de ucraineană (98,59%), existând în minoritate și vorbitori de rusă (1,41%).